# La figlia degli abissi
La figlia degli abissi (Daughter of the Deep) è un romanzo urban fantasy e di avventura dello scrittore Rick Riordan. È stato pubblicato il 26 ottobre 2021, diventando un best seller del New York Times.
Il libro è ispirato ai romanzi 20.000 leghe sotto i mari e L'isola misteriosa di Jules Verne: infatti, la frase che lo apre è un aforisma di quest'ultimo: "La forza creatrice della natura supera l'istinto distruttivo dell'uomo."

## Trama
La quindicenne Ana Dakkar è una studentessa del primo anno alla Harding-Pencroft Academy, un collegio di scienze marine situato sulla costa della California, dove studia anche suo fratello maggiore Dev, di diciassette anni; due anni prima i suoi genitori morirono in circostanze misteriose e per questo considera il collegio la sua casa. In questo collegio esiste una rigida divisione in quattro classi, in base a quello che gli studenti studiano:
- i Delfini (di cui fa parte Ana): specializzati in comunicazione, esplorazione, crittografia e controspionaggio;
- gli Squali (di cui fanno parte Gem e Dev): specializzati in direzione strategica, combattimento, sistema d'armi e logistica;
- le Orche (di cui fa parte una delle migliori amiche di Ana, Ester): specializzati in medicina, psicologia, istruzione, biologia marina e memoria collettiva;
- i Cefalopodi (di cui fa parte una delle migliori amiche di Ana, Nelinha): specializzati in ingegneria, meccanica applicata, innovazioni e sistemi di difesa.

Verso la fine del suo primo anno da matricola, Ana e altri diciannove compagni della Harding-Pencroft si dirigono al molo della vicina città di San Alejandro per l'esame pratico conclusivo a bordo dello yacht scolastico Varuna, sotto la supervisione del loro anziano insegnante Theodosius Hewett. Tuttavia, poco dopo aver lasciato la scuola, il gruppo assiste alla totale distruzione dell'istituto tramite dei siluri sparati da un sottomarino nonostante la scuola avesse un sistema di difesa molto avanzato. Hewitt impedisce ai ragazzi (che sono sconvolti) di contattare le autorità e li conduce sul Varuna come previsto dal programma iniziale, spiegando loro che l'attacco è opera di una scuola rivale, il Land Institute. Ana sembra essere il bersaglio di quest'ultimo, per questo motivo Hewett decide di assegnarle come scorta Gemini Twain, un ragazzo addestrato militarmente (in quanto appartiene alla divisione degli Squali) che inizialmente rimane stupito. Successivamente il timore di Hewitt viene confermato quando il gruppo è costretto a respingere una squadra di studenti dell'ultimo anno del Land Institute, che tenta di rapire la ragazza.
Hewitt spiega che i romanzi di Jules Verne 20.000 leghe sotto i mari e L'isola misteriosa (che tutti gli studenti della Harding-Pencroft sono tenuti a leggere al momento dell'ammissione) non sono del tutto inventati, ma cronache leggermente romanzate di eventi reali basate su interviste che Verne ha condotto su diverse persone realmente esistite. Il capitano Nemo (la cui vera identità era il principe Dakkar di Bundelkhand) era un genio tecnologico che sviluppò degli strumenti enormemente avanzati per i suoi tempi; il suo capolavoro fu il sottomarino Nautilus, con cui dichiarò guerra alle potenze coloniali di fine XIX secolo distruggendo e rubando le merci preziose dalle loro navi di commercio come vendetta per l'annientamento del suo regno e l'omicidio di sua moglie e del suo primogenito da parte degli inglesi in seguito alla sua partecipazione alla rivolta indiana del 1857 contro il dominio britannico. Dopo che Pierre Aronnax, Ned Land e Conseil fuggirono dal capitano Nemo, fondarono il Land Institute nel tentativo di trovare e sconfiggere Nemo per salvaguardare l'ordine mondiale; invece Cyrus Harding e Bonaventure Pencroft (il cui incontro con Nemo è rappresentato ne L'isola misteriosa) raccontarono la loro storia per dare un'immagine migliore di Nemo e proteggere la sua eredità, fondando l'Harding-Pencroft Academy seguendo l'ultimo desiderio del capitano, che desiderava che le sue invenzioni non cadessero nelle mani sbagliate finendo sfruttate dai governi o dal Land Institute per avidità e desiderio di potere. La prova finale delle matricole è la loro introduzione alla tecnologia di Nemo, ma Hewett, date le circostanze, spiega agli studenti che il capitano Nemo era riuscito a collegare le sue più grandi invenzioni ai propri geni affinché solo lui stesso o suoi diretti discendenti potessero usufruirne; pertanto ora solo Ana può gestirle, essendo l'ultima sopravvissuta della dinastia di Nemo.
Essendo affetto da un cancro al pancreas avanzato, Hewitt entra in coma e Ana prende (anche se dubbiosa ed insicura) il comando della Varuna, usando un'invenzione di Nemo per decidere di dirigersi a una remota isola del Pacifico inesplorata chiamata Lincoln Island, dove morì Nemo. Sull'isola ci sono due custodi ed ex allievi dell'Harding-Pencroft, una coppia di nome Luca Barsanti (discendente dall'inventore Eugenio Barsanti), sua moglie Ophelia Artemisia e il loro orango Jupiter, che è straordinariamente bravo a cucinare, insieme si occupano del Nautilus rimasto relativamente intatto (ma in alcuni punti inesplorato) nonostante la lunga permanenza sott'acqua dopo la morte di Nemo. Il Nautilus è dotato di una propria coscienza e di una tecnologia di molto superiore a quella moderna e ha ucciso i genitori di Ana quando cercarono di introdursi al suo interno mettendo in allarme il sottomarino. La ragazza riesce a instaurare un legame con il Nautilus, ma sull'isola sopraggiungono gli studenti dell'ultimo anno del Land Institute a bordo del loro sottomarino Aronnax; si scopre che Dev collabora con il Land Institute e che li ha assistiti nella distruzione della Harding-Pencroft, nonostante abbia cercato di farla evacuare. Sfruttando l'aiuto di una piovra gigante, che Ana ha convinto con la sua musica ad aiutarla, Ana e i suoi compagni riescono a sconfiggere gli avversari.
Le matricole della Harding-Pencroft, Hewitt (in convalescenza), Luca e Ophelia decidono di ricostruire la scuola con il tesoro di Nemo conservato sul Nautilus; Dev, imprigionato e ancora furioso per la bruciante sconfitta, viene portato da Ana sul posto dove sono disperse le ceneri dei loro genitori dove hanno modo di riappacificarsi.

## Accoglienza
La figlia degli abissi è diventato un best seller del New York Times e di IndieBound.
Il libro ha ricevuto una recensione positiva da Kirkus, così come da Publishers Weekly. Ha avuto una recensione mista da School Library Journal.
Nel 2021, il libro ha ricevuto il Goodreads Choice Award per un libro per ragazzi.

## Adattamento cinematografico
Riordan ha confermato il 7 marzo 2021 che La figlia degli abissi è stato "realizzato con la struttura e lo sviluppo di una sceneggiatura". Ha anche detto che è possibile un futuro adattamento cinematografico per il libro il 24 ottobre 2021, pur confermando che avrebbe scritto il film insieme ad Aditi Brennan Kapil.